# قوات الشرطة البحرية في بونتلاند
قوات الشرطة البحرية في بونتلاند ( PMPF ) هي وحدة عسكرية مقرها ولاية بونتلاند المتمتعة بالحكم الذاتي في الصومال.
ووفقًا لسلطات بونتلاند، فإن الهدف الأساسي هو مكافحة القرصنة والصيد غير المشروع وغير ذلك من الأنشطة غير المشروعة قبالة سواحل الصومال، بالإضافة إلى حماية الموارد البحرية بشكل عام، إلا أن مجموعة المراقبة التابعة للأمم المتحدة في الصومال وإريتريا (SEMG) صرحت في عام 2012 فإن تركيز القوة الأساسي كان عمليات الأمن الداخلي.
منذ أبريل 2014 شغل عبد الناصر بيحي سوفي منصب مدير قوات PMPF حتى 25 فبراير 2017 وخلفه في المنصب عبد الرزاق ديري فارح ويشغل عبد الرب عبد الصمد محمد حاليا منصب مدير الجهاز تقع قاعدتها الرئيسية في منطقة قو بمحافظة باري.

## التأسيس
تأسست قوات PMPF بعد أن أصدرت حكومة بونتلاند في عام 2010 مع إصدار أول قانون لمكافحة القرصنة في الصومال. ووفقًا للرئيس السابق لولاية بونتلاند عبد الرحمن محمود فرولي فإن القوات البحرية قد تم تشكيلها استجابة لطلبات المجتمع الدولي ومجلس الأمن التابع للأمم المتحدة لإنشاء مؤسسات محلية لإنفاذ قانون مكافحة القرصنة،  وصرح رجل الأعمال إريك برنس أنه هو من توصل إلى فكرة إنشاء قوة لمكافحة القرصنة. 
وفرت الإمارات العربية المتحدة الدعم لقوات الشرطة البحرية في بونتلاند PMPF منذ تشكيلها في عام 2010. واعترفت مصادر إماراتية بدعم القوات في 2013.
قبل نشر القوات البحرية شككت هيئات الأمم المتحدة في كل من مهمة القوة وشرعيتها.  ووفقًا لمجموعة عمل تابعة للأمم المتحدة، فإن تسلسل قيادتها غير واضح، لأن أساسه القانوني في الدستور الصومالي أو دستور بونتلاند غير موثق، ويبدو أن الجهاز يقدم تقاريره إلى رئيس بونتلاند فقط. في عام 2012 وقبل نشر قوات PMPF أشارت مجموعة المراقبة التابعة للأمم المتحدة إلى أن تركيز القوة الأساسي كان عمليات الأمن الداخلي.
أفادت مجموعة تابعة للأمم المتحدة بعد زيارته إلى بونتلاند في ديسمبر 2012 بأن "تمويل قوات الشرطة البحرية توقف، وأن حكومة بونتلاند تبحث عن طرق لمواصلة تمويل عملياتها العسكرية".  ورغم ذلك وفي 28 مارس 2014 فقد نصت اتفاقية أخرى بين بونتلاند والإمارات العربية المتحدة على أن حكومة الإمارات العربية المتحدة ستستمر في دعم قوات الشرطة البحرية PMPF.  وقد تم تقديم هذا الدعم في ظل حظر الأسلحة المفروض على الصومال، المنصوص عليه في قرار مجلس الأمن التابع للأمم المتحدة 1425 (عام 2002). 

## التدريبات العسكرية
في أعقاب اتفاق تعاوني بين الحكومة الفيدرالية الانتقالية وبونتلاند في أغسطس 2011 يدعو إلى إنشاء قوة بحرية صومالية، ستشكل قوات الشرطة البحرية في بونتلاند المنشأة بالفعل جزءًا منها، استأنفت حكومة بونتلاند التدريبات العسكرية لمجندي قواتPMPF. 

### التعاون مع شركة استرلينغ
أجرت شركة استرلينع «سارسون» بتمويل من الإمارات العربية المتحدة تدريبات عسكرية لجنود قوات الشرطة البحرية  وزعمت مجموعة المراقبة التابعة للأمم المتحدة في الصومال وإريتريا (SEMG) أن شركة استرلينغ و قوات PMPF شكلا في عدة تقارير "جيشًا خاصًا" في انتهاك لحظر الأسلحة المفروض على الصومال منذ عام 1992، وطالب البرلمان الفيدرالي الصومالي الحكومة الفيدرالية بتقديم تفسير لوجود "شركات أجنبية تعمل بشكل غير قانوني في البلاد"، وفي يناير 2012 صرح وزير الإعلام في الحكومة الاتحادية الانتقالية أن الحكومة ستنهي علاقتها مع سارسون، معتبرة القرار ملزما لجميع الإدارات الصومالية".  ورفضت سلطات بونتلاند القرار. 
وزعم مجموعة المراقبة أن متدربًا توفي بعد "ربط ذراعيه وقدميه خلف ظهره وضربه"، ورفضة شركة سارسون الاتهام، واصفة الحادثة بأنها "عنف صومالي ضد صومالي" ولم يكن ضمن برنامج التدريب الشامل، كما أكدت إن الادعاءات لا تنعكس على التدريب المهني، وأنم هناك حاجة إلى التدريب المهني. 
ردت حكومة بونتلاند بعد ذلك بأن "تقارير مجموعة المراقبة SEMG إلى مجلس الأمن التابع للأمم المتحدة تمت صياغتها بطريقة غير مهنية ومنحازة عن قصد ضد أنشطة مكافحة القرصنة المستمرة والتي تنفذها حكومة بونتلاند". 
بعد اجتماعات مغلقة بين الإمارات الراعية لقوات الشرطة البحرية ومسؤولي الأمم المتحدة لضمان الامتثال للقانون الدولي، اختارت سلطات بونتلاند إنهاء عقد عمل شركة ستيرلينغ، ووفقًا لمحامي الشركة، ويلنا لوب، فقد "تم إنهاء العقد باتفاق لأن حكومة بونتلاند صار لديها القدرة على المضي قدمًا في برنامج مكافحة القرصنة بشكل مستقل". 
في ديسمبر 2012 قامت بعثة من قبل مجموعة تابعة للأمم المتحدة بتقييم انتشار الشركات العسكرية والأمنية الخاصة في الصومال، وانتقدت قوات الشرطة البحرية متهمة إياها بالعمل خارج إطار الأمن القومي الاتحادي، وذكرت أن القوة تتبع حصرا للرئيس عبد الرحمن فرولي، وأنها شنت عمليات عسكرية لا علاقة لها بالقرصنة، كان من ضمنها عرقلة حملة المرشح الرئاسي عبد الولي علي جاس في بوصاصو . وبناءً على ذلك ، أوصت فايزة باتيل رئيسة المجموعة بأنه "يجب على السلطات دمج القوات البحرية في القوات المسلحة الصومالية ومراقبتها بشكل صارم".
وخلص الوفد إلى أن قوات الشرطة البحرية PMPF تلقت تدريبات عسكرية من قبل موظفين من جنوب إفريقيا في شركة ستيرلنج للخدمات، كما أشارت إلى أنه على الرغم من أنها تلقت تقارير تشير إلى أن سترلينج أو المعروفة بسارسون قد ثبت في السابق أنها انتهكت حظر الأسلحة الذي تفرضه الأمم المتحدة على الصومال وأن أنشطة الشركة تجاوزت التدريبات العسكرية، إلا أن عددًا أقل من الموظفين الأجانب ما زالوا يشاركون في عمليات قوات PMPF في حين أن عقد شركة سارسون قد انتهى بالفعل. 

### شركة بانكروفت العالمية للتطوير
في يونيو 2012 أشارت حكومة بونتلاند إلى أنها تعاقدت مع شركة بانكروفت العالمية للتطوير وهي شركة عسكرية خاصة مقرها الولايات المتحدة لتولي التدريب العام لقوات الشرطة البحرية في بونتلاند، وتعمل شركة بانكروفت أيضًا مع بعثة الاتحاد الأفريقي في الصومال (أميسوم). 
في عام 2017 أفاد ألبرت فينتر أن إريك برنس المؤسس والرئيس التنفيذي السابق لشركة بلاك ووتر والقائد السابق في البحرية الأمريكية ، شارك بالتعاون مع الجندي السابق في القوات الخاصة في جنوب إفريقيا لفراس لويتين لعبا دورًا في مبادرة بانكروفت.
أفاد فريق عمل المرتزقة التابع للأمم المتحدة في وقت لاحق أن شركة بانكروفت أبلغت الفريق بأنها لم توقع أي اتفاقيات مع قوات الشرطة البحرية، ومع ذلك ، أشارت الشركة إلى أنها أجرت تقييمًا وتدقيقًا شاملين لقوات PMPF والمنشآت التي تملكها والمعدات العسكرية والاحتياطات والفحوصات الطبية للموظفين، وأشار مسؤولو بانكروفت إلى حدوث انتهاكات لحظر الأسلحة المفروض على الصومال، ورفضت الشركة بعد ذلك تقديم الدعم لقوات الشرطة البحرية PMPF. وأشارت تقارير قدمت بانكروفت التقرير الرسمي إلى بعثة الاتحاد الأفريقي في الصومال والاتحاد الأوروبي وباقي المنظمات الدولية. 
يقدم خفر السواحل الياباني تدريبات إضافية في مجال إنفاذ القانون البحري لمسؤولي قوات الشرطة البحرية PMPF. 

## التوظيف
في يناير 2012 بدأت قوات الشرطة البحرية قبولًا أوليًا لتوظيف المتطوعين، ثم شارك المنتسبون للقوة في دورة تدريبية لمدة ستة أشهر وتم تزويدهم بالقوارب والعربات.
في أواخر فبراير 2012 بدأت قوات الحشد الشعبي استقبال دفعة ثانية للتجنيد تضم أكثر من 400 متطوع، وتسلم المجندون الجدد معدات عسكرية ومعيشية أساسية، كما خضعوا لفحوصات طبية وجسدية وإدارية، وأطلقت PMPF دورة تدريبية أساسية استمرت لستة أشهر في 10 مارس 2012. واختير العديد من ضباط قوات الأمن في بونتلاند لمرافقة المجندين الجدد خلال الدورة التدريبية. 

## نشر القوات
منذ إنشاء قوات PMPF شاركت قوات الشرطة البحرية في مهام مختلفة، منها مساعدتها في الجهود الإنسانية خلال موجة الجفاف عام 2011 ومن ضمنها مشاريع إمداد المياه والغذاء للمتضررين من الجفاف في جنوب بونتلاند. 

### مكافحة القرصنة
في مارس 2012 أرسلت قوات الشرطة العسكرية PMPF وحدة من الضباط وعناصر الدعم إلى بلدة إيل الساحلية بناءً على طلب السلطات البلدية، في خطوة تهدف إلى ضمان الأمن الدائم والحماية من القرصنة في المنطقة، ودعم الإدارة المحلية، وتحقيقا لهذه الغاية سعى الجهاز الأمني لإنشاء قاعدة عمليات متقدمة (FOB) في المدينة مخصصة لأنشطة مكافحة القرصنة ، والبدء في بناء مهبط للطائرات، وحفر آبار للمياه.
في الفترة ما بين 6 مايو 2012 و8 يونيو 2012 أطلقت قوات الشرطة البحرية في بونتلاند PMPF عمليات مكثفة لمكافحة القرصنة في المناطق الساحلية لمحافظات باري ونوجال وكركار، وأشارت تقارير إلى أن قوات PMPF نجحت في إغلاق طرق إمداد القراصنة، ما أجبر سفينتين مختطفتين على مغادرة ساحل باري باتجاه المحيط الهندي، و كان على متن إحدى السفن التي تم الاستيلاء عليها زعيم القرصنة المطلوب عيسى يُلُح، الذي كان متورطًا في مؤامرة لخطف رهائن، بجانب أنشطة بحرية أخرى غير مشروعة. 
في 26 مايو 2012 تم نشر وحدة من قوات الشرطة البحرية PMPF بقيادة القائد العقيد عبد الرزاق ديري فارح برفقة مسؤولين كبار في حكومة بونتلاند في منطقة حافون الساحلية، وأطلقت الوحدة في اليوم التالي عمليات أمنية اعتقلت فيها 11 قرصانا كانوا قد أقاموا قاعدة في المنطقة. وصادرت الشرطة شاحنة تويوتا وسبع بنادق هجومية من طراز AK-47 ومدفع رشاش ثقيل من الموقع. وكان من بين الأشخاص الذين تم أسرهم محمد محمود محمد حسن (طَفور)، وهو قرصان تبحث عنه سلطات بونتلاند لدوره المزعوم في اختطاف السفن التجارية على طول ممرات الشحن في ساحل الصومال. وأشارت تقارير إلى أن طَفور كان من بين مجموعة القراصنة الذين قتلوا خمسة من أفراد قوات الشرطة البحرية وأصابوا ثمانية آخرين خلال عملية إنقاذ رهائن نفذتها قوات PMPF في مارس 2011 في هُلْ عانود، حيث احتجزت أسرة دنماركية. 
في يونيو 2012 التقى مسؤولو قوات الشرطة البحرية مع الإدارة المحلية في حافون ووضعوا الخطوط العريضة لخطط التعاون المشترك. 
رداً على التقارير المحلية التي تفيد بأن القراصنة يحتجزون السفن التي استولوا عليها قبالة ساحل بارجال أُرسلت قوات الشرطة البحرية PMPF إلى المنطقة في 4 يونيو 2012 لبدء عملية أمنية، وأفادت تقارير بأن طائرات هليكوبتر مجهولة الهوية قامت بعد ذلك بتمشيط الساحل بحثًا عن السفن التي تم الاستيلاء عليها. وأشار القائد فارح إلى أن القراصنة صعدوا على متن سفن تابعة لهم وفروا من المنطقة إلى المحيط الهندي بعد أن علموا بوجود قوات PMPF. 
وفقًا لمسؤول حكومي في بونتلاند شنت قوات الأمن في بونتلاند هجومًا جويًا في 6 يونيو 2012 مستهدفًا زعيم قرصنة مطلوبًا في قرية بلّي طيديد، أطلقت طائرة هليكوبتر النار على منزل يعتقد أن زعيم القراصنة عيسى يُلُح كان يقيم فيه، ودُمرت ثلاث سيارات في الهجوم حسب تقارير، إلا أن يُلُح تمكن من الفرار.

#### تحرير رهائن سفينة MV Iceberg 1
في 23 ديسمبر 2012 أنهت قوات الشرطة البحرية حصارا فرضته على سفينة تحمل علم بنما استمر لأسبوعين في بلدة جرعد الساحلية. وكانت السفينة قد اختطفت قبل أكثر من عامين في 29 مارس 2010.  وبناءً على المعلومات الاستخبارية فإن القراصنة كانوا يحتجزون طاقم السفينة التي تم الاستيلاء عليها، على متن السفينة، وحاولت القوة أولاً الإنقاذ المباشر للرهائن في 10 ديسمبر. وعندما فشل ذلك حاصرت وحدات تابعة لقوات PMPF السفينة وقتلت ثلاثة من القراصنة واعتقلت ثلاثة آخرين كانوا يحاولون تهريب تعزيزات أسلحة. ونقلت سفينة MV Iceberg 1 لاحقًا إلى عهدة حكومة بونتلاند، وتم توفير الرعاية الطبية لجميع أفراد طاقمها البالغ عددهم 22 شخصًا. 

### إعصار الصومال عام 2013
في نوفمبر 2013 وخلال الإعصار الذي ضبر الصومال شاركت قوات الشرطة البحرية في بونتلاند في جهود الإغاثة التي أشرفت عليها لجنة إدارة الكوارث والإنقاذ في بونتلاند، وساعدت وحدات قوات PMPF في نقل إمدادات الطوارئ، ومن ضمنها البطانيات والخيام والمواد الغذائية غير القابلة للتلف والأدوية إلى الأجزاء المتضررة من المنطقة، كما التقطوا صوراً باستخدام قوارب خاصة، للطرق الترابية المغمورة التي تربط المراكز الحضرية بالمناطق الريفية، فضلاً عن المنازل المتضررة والأشجار المتساقطة التي تسد أجزاء من الطريق السريع بوصاصو- جالكعيو . 

### مكافحة الأنشطة غير القانونية
في 16 نوفمبر 2012 استولت قوات الشرطة البحرية على سفينة ترفع علم كوريا الشمالية، MV Daesan، والتي كانت تفرغ 5000 طن متري من النفايات في مياه بونتلاند. وكانت السفينة في الأصل تنقل الأسمنت من عمان إلى مقديشو، إلا السلطات التجارية في ميناء مقديشو رفضتها بسبب التلف الناجم عن المياه، وتم رصد السفينة في وقت لاحق على بعد 13 ميلا بحريا إلى الشرق من مدينة بوصاصو حيث أفادت تقارير أنها كانت تفرغ مواد سامة في البحر على مدى عدة أيام، وبناءً على المعلومات الاستخبارية، نشرت قوات PMPF وحدات عسكرية جوية وبحرية واحتجزت الطاقم المكون من 33 شخصًا. وأصدرت حكومة بونتلاند في 18 نوفمبر 2012 بيانًا صحفيًا يدين أصحاب السفن وطاقمها بإلقاء النفايات واصفة ذلك بأنه "ممارسة غير قانونية ومدمرة للبيئة". كما أشارت إلى أن القضية سيتم رفعها إلى المحكمة. 
في ديسمبر 2012 قامت مجموعة مارقة من قوات PMPF مكونة من ثمانية مقاتلين باختطاف السفينة MV Daesan وطاقمها لفترة وجيزة، وتمكنت سلطات بونتلاند من استعادة السفينة في غضون 24 ساعة، وعتقال المقاتلين بعد ذلك وعرضهم على محكمة بونتلاند العسكرية في 22 ديسمبر، ووفقًا لبيان صحفي صادر عن حكومة بونتلاند، كانت عملية الاختطاف مؤامرة دبرها أفراد وقراصنة بدوافع سياسية، بهدف تشتيت الانتباه بعيدًا عن محاولات الإنقاذ المتزامنة التي تنفذها قوات PMPF لإنقاذ سفينة MV Iceberg 1 وطاقمها.  
في 24 أبريل 2013 اعتقلت قوات الشرطة البحرية 78 بحارًا إيرانيًا كانوا يصطادون بطريقة غير مشروعة قبالة سواحل بوصاصو، وذلك بناءً على معلومة تفيد بأن سفن صيد غير شرعية كانت تصطاد بين منطقتي عيلايو وقو، و كان يرافق طاقم السفينة الأجنبية 12 من الحراس الصوماليين، ودارت استباكات بين الطرفين لفترة وجيزة قبل أن إلقاء القبض على المسلحين الصوماليين، ووفقًا للقائد فارح من المتوقع أن يواجه البحارة وحراسهم تهما بالقرصنة في المحكمة، كما تخطط قوات الشرطة البحرية لمزيد من هذه العمليات ضد سفن الصيد غير القانوني. 
في 7 مايو 2014 استولت قوات الشرطة البحرية في بونتلاند، بالتعاون مع السكان المحليين، على أربعة قوارب صيد يمنية يقال إنها كانت تصطاد بشكل غير قانوني في المياه الإقليمية في بونتلاند في محافظة باري، وبحسب قائد قوات PMPF عبد الرزاق ديري فارح، فقد تم اعتقال 62 يمنيًا و 7 مواطنين صوماليين خلال العملية التي جرت بالقرب من بلدة بارجال. واحتُجز المشتبه بهم في المدينة الساحلية لمزيد من الاستجواب. 

## المعدات
تمتلك قوة الشرطة البحرية في بونتلاند قدرات أمنية بحرية وبرية، و تمتلك ثلاث طائرات من طراز أيرس ثراس منخفضة الأجنحة مزودة بقمرة قيادة مدرعة ومحركات لحماية الطاقم والطائرة من نيران أرضية معادية، وكل طائرة منها مسلحة ببندقية جاتلينج صغيرة أمريكية الصنع وصواريخ أرض-جو أمريكية الصنع. كما تستخدم طائرة نقل من طراز أنتونوف An-26 وطائرة هليكوبتر من طراز إيروسباسيال ألويت الثالثة . 
بالنسبة للقدرات البحرية، تستخدم قوات PMPF ثلاثة زوارق قابلة للنفخ ذات هيكل صلب (RHIBs) ، وهي مسلحة بـ 12.7 مليمتر (0.50 بوصة) و رشاشات دوشكا الثقيلة. والقوارب مزودة بزوج من محركات الديزل الداخلية بقوة 400 shaft حصان (300 كـو)، ويقوم العنصر الجوي التابع للقوة بإسقاط براميل الوقود في البحر لتوسيع مدى القوارب.

## الذكرى السنوية
في 4 أكتوبر 2012 احتفلت قوات الشرطة البحرية بإحياء الذكرى السنوية الثانية لتأسيسها في حفل أقيم في بوصاصو، وحضر المناسبة عدد من المسؤولين الصوماليين والأجانب، وشمل عرضًا جويًا لأول طيارين مدربين محليًا منذ اندلاع الحرب الأهلية. 

## القيادة
| اسم                 |              |
| ------------------- | ------------ |
| عبد الرحمن حاجي     | القائد العام |
| عبد الرزاق ديري فرح | المدير       |
| أحمد سعيد (قلومبي)  | نائب المدير  |